# Сейсмічність Італії
Сейсмічність Італії — належить до сейсмічно активних регіонів, тут спостерігаються часті землетруси.

## Загальна характеристика
Структури Альпійської складчастої геосинклінальної області Італії представлені Альпами, Апеннінами і Калабрійсько-Сицилійською системою. Північні Альпи належать до Альпійсько-Карпатської гілки Альпійської області. Альпійська дуга містить на своєму заході найвищі гірські масиви. Відповідно, Центральні Альпи підрозділяються на Пеннінські, Лепонтинські й Ретицькі. Східні Альпи поділяються на Доломитові, Карницькі та Джулійські. 
Загальновідомо, що Апенніни сформувалися внаслідок зіткнення Африканської та Євразійської тектонічних плит. Цей процес відбувається й досі, що і призводить до ризику виникнення потужних землетрусів. Крім того, зі сходу "тисне" невелика адріатична тектонічна плита. З часом, внаслідок цих процесів на межах тектонічних плит акумулюється колосальна кількість енергії, і в якийсь момент стається землетрус. Проблем додають і поштовхи у басейні Тірренського моря. Така "вибухова" комбінація процесів перетворює цю територію на сейсмічно активну зону. Загальне сейсмічне тло країни — 4-6 бальне, тобто цей район є одним з сейсмічно досить небезпечних районів Європи. В Італії спостерігаються досить часті землетруси, особливо в її північній та центральній частинах. Деякі землетруси характеризуються підвищеною інтенсивністю, в тому числі до 50 і більше афтерштоків протягом досить короткого часу та потужністю до 4,0 балів ((за шкалою Ріхтера).

## Землетруси у минулі століття
За останні кілька століть Італія зазнала катастрофічних землетрусів, які завдали шкоди сотням тисяч людей. Багато пам'яток архітектури було зруйновано.
11 січня 1693 року, о 21 годині, на Сицилії стався один з найпотужніших в історії Італії землетрусів. В результаті землетрусу амплітудою 7,4 балів, який тривав 4 хвилини, постраждало 70 міст. Регіон відзначається значною сейсмічною активністю і діяльністю вулкана Етна. Поштовхи відчули навіть на Мальті, за 190 км від Сицилії. Постраждали міста Сіракузи, Ното, Ачіреале. У Катанії загинуло половина населення міст, тобто 12 тис. осіб. За два дні до землетрусу на острові відчували сильні поштовхи. Вони спричинили цунамі. Тоді загинули жителі сіл на узбережжі моря. Після землетрусу 11 січня на островах відчули понад 1500 слабших поштовхів. Землетрус супроводжувався утворенням великих тріщин у ґрунті, лавою з яких було знищено пару десятків сіл. Його вважають одним з найпотужніших в історії Італії, в результаті якого загинуло понад 60 тис. людей. Надалі Сицилія неодноразово переживала виверження Етни і руйнівні землетруси,  найбільший з яких відбувся в 1908 році та став найбільшим із документально зареєстрованих в Європі.
Однак найбільш руйнівним за всю історію країни вважається землетрус магнітудою в 7,5 балів у грудні 1908 року на півдні країни. Тоді загинуло понад 95 тисяч людей.
Одним із перших стихійних лих в Італії, знятих на відеоплівку, став землетрус 1915 року, який стався під час Першої світової війни в регіоні Абруццо. Тоді загинули щонайменше 30 тисяч людей.
У листопаді 1980 року в Італії відбулася серія землетрусів, серед них були дуже потужні. За рік стихійні лиха забрали життя близько 3 тисяч людей, понад 20 тисяч зазнали поранень. Найважчі катастрофічні наслідки були в Ірпінії.
У грудні 1990 року сильний землетрус на Сицилії забрав життя 17 людей, близько 200 отримали поранення.
Восени 1997 року в Італії сталося два землетруси, інтервал між якими був лише один тиждень. Внаслідок цього 12 людей загинули, понад 100 отримали поранення, 30 тисяч людей залишилися без своїх будинків. Стихійне лихо сильно пошкодило базиліку Святого Франциска в Ассизі, яка внесена до списку Світової спадщини ЮНЕСКО.

## Землетруси XXI століття

### 2002
У жовтні землетрус у Сан-Джуліано-ді-Пулья забрав життя 30 осіб і став трагедією для батьків 27 дітей, які загинули разом зі своєю вчителькою в школі. Будівлю навчального закладу було повністю зруйновано.

### 2009
6 квітня, о 03:32 за місцевим часом (01:32 UTC), поблизу м. Л'Аквіла стався сильно помірний (за шкалою інтенсивності МSK-64) землетрус магнітудою силою 6,3 балів (за шкалою Ріхтера). За даними Національного інституту геофізики та вулканології Італії (INGV), гіпоцентр землетрусу знаходився на глибині 8,8 км і за 5 км від центру міста Л’Аквіла, розташованого за 95 км на північний схід від Риму. Землетрус було відчутно як у самому Римі, так і на узбережжі Адріатики на сході країни. Він став найруйнівнішим на території Італії за попередні 30 років.

### 2012
13 квітня, приблизно о 8:20 (за місцевим часом), поблизу Сицилії стався сильно відчутний (за шкалою інтенсивності МSK-64) землетрус магнітудою 4,3 балів (за шкалою Ріхтера). Його епіцентр знаходився приблизно за 30 км від узбережжя Сицилії, між Палермо і невеликим італійським островом Устіка. Гіпоцентр землетрусу залягав на глибині 15 км.
20 травня, о 04:03 (за місцевим часом), Емілія-Романья (Італія) стався сильно помірний (за шкалою інтенсивності МSK-64) землетрус магнітудою 6,0 балів (за шкалою Ріхтера). В результаті наслідків, які завдав землетрус, Італія оголошувала режим надзвичайного стану у двох областях — Емілії-Романьї та Ломбардії. 29 травня, о 09:00 (за місцевим часом), в результаті афтершоку магнітудою 5,9 балів (за шкалою Ріхтера) загинуло 17 людей та близько чотирьох сотень було пораненено. Його епіцентр знаходився за 40 км на північний-захід від Болоньї.

### 2022
9 листопада, в різних районах італійського регіону Марке сталося два сильні землетруси. За даними Європейського середземноморського сейсмологічного центру (EMSC), землетрус стався в морі на глибині близько 10 км, приблизно за 64 км на схід від курортного міста Ріміні. Землетрус, який відчувався і в центральній Італії, мав магнітуду 5,7 балів (за шкалою Ріхтера). За ним відбулися ще два землетруси магнітудою 3,1 і 3,4 балів (за шкалою Ріхтера). Поштовхи відчули за 300 км близько 16 млн осіб у Хорватії, Італії, Словенії, Боснії і Герцеговині, Сан-Марино та Ватикані. Фахівці організації Solar System Geometry Survey (SSGEOS), яка займається прогнозуванням сильних землетрусів, попередили, що землетруси поблизу Італії можуть бути початком масштабної катастрофи в наступні дні в деяких частинах Європи чи Африки.

### 2023
28 березня, у вечірній час, в регіоні Молізе в центрі Італії стався сильно відчутний (за шкалою інтенсивності МSK-64) землетрус магнітудою 4,6 балів (за шкалою Ріхтера). Згідно повідомлення агенції ANSA, епіцентр землетрусу знаходився у провінції Монтагано, що знаходиться поблизу міста Кампобассо, і залягав на глибині близько 23 км. Впродовж декількох днів перед землетрусом в цьому регіоні фіксували багато незначних поштовхів. У місцевій рятувальній службі повідомили, що суттєвих пошкоджень будівель, а також людей, які постраждали внаслідок вчорашнього землетрусу, виявлено не було.
18 вересня, близько 05:10 (за місцевим часом), в муніципалітеті Марраді, що у Флоренція (Італія) стався сильно відчутний (за шкалою інтенсивності МSK-64) землетрус магнітудою 4,8 балів (за шкалою Ріхтера). Згідно повідомлення агенції ANSA з посиланням на дані Національного  інституту геофізики та вулканології Італії (INGV), епіцентр землетрусу знаходився за 3 км на південний захід від Марраді. За даними Інституту, за землетрусом сталось понад 55 афтершоків. Інформації про постраждалих внаслідок землетрусу немає, однак налякані жителі Марраді вибігли на вулиці, злякавшись підземних поштовхів. За останніми уточненими даними, магнітуда землетрусу склала 5,1 балів (за шкалою Ріхтера) з епіцентром за 6 км від пункту Марраді у північно-східній частині Флоренції на глибині 10 км. Про значні збитки не повідомлялося, проте легкі поштовхи, ймовірно, відчувалися по всій Тоскані, Емілії-Романьї, Марці, Умбрії та південних регіонах Венето в Італії та Сан-Марино.
Протягом вересня, регіон біля міста Неаполя сколихнули сотні підземних поштовхів, а 27 вересня 2023 року стався найбільший за 40 років сильно відчутний (за шкалою інтенсивності МSK-64) землетрус у цій місцевості. Підземний поштовх магнітудою 4,2 балів (за шкалою Ріхтера) збурив вулканічне поле, відоме як Кампі Флегрей, або Флегрейські поля.

### 2024
28 січня, в провінції Салерно на півдні Італії стався відчутний (за шкалою інтенсивності МSK-64) землетрус магнітудою 3,8 балів (за шкалою Ріхтера). За повідомленням видання Quotidiano, епіцентр землетрусу знаходився на відстані 6 км від міста Річільяно, відповідно гіпоцентр залягав на глибині 8 км. Підземні поштовхи відчували не тільки в Салерно, але й в сусідньому районі Базиліката.
28 березня, о 22:19 (за місцевим часом), в італійській провінції Удіне стався сильно відчутний (за шкалою інтенсивності МSK-64) землетрус магнітудою 4,1 балів (за шкалою Ріхтера). За повідомленням Volcano Discovery, епіцентр землетрусу знаходився за 46 км на північний захід від міста Удіне в однойменній італійській провінції, відповідно гіпоцентр — на глибині 10 км.
4 червня, поблизу міста Неаполя за 5 годин сталося 150 землетрусів. За даними Національного інституту геофізики і вулканології (INGV), сильно відчутний (за шкалою інтенсивності МSK-64) землетрус магнітудою 4,4 балів (за шкалою Ріхтера) був зареєстрований увечері на глибині 2,5 км. Підземні поштовхи фіксували протягом всієї ночі, а наступного дня стався справжній сейсмічний рій, тобто низка землетрусів один за одним. Після нічних підземних поштовхів У країні закрили школи, заводи та фабрики, поблизу Неаполя було евакуйовано 39 сімей.
1 серпня, о 21:43 (за місцевим часом), на півдні Італії стався помірний (за шкалою інтенсивності МSK-64) землетрус магнітудою близько 5,0 балів (за шкалою Ріхтера), який відчувався на великій території. За даними Національного інституту геофізики і вулканології (INGV), епіцентр підземних поштовхів знаходився неподалік від міста Козенца в регіоні Калабрія. Німецький науково-дослідний центр геонаук (GFZ) спочатку оцінив магнітуду землетрусу в 5,3 балів (за шкалою Ріхтера), але згодом переглянув її до 4,6 балів.

### 2025
13 березня, о 01:25 (за місцевим часом), в районі міста Неаполя стався сильно відчутний (за шкалою інтенсивності МSK-64) землетрус магнітудою 4,4 балів (за шкалою Ріхтера), який спричинив руйнування у кварталі Баньолі. Згідно повідомлення агенції ANSA, землетрус, який стався у вулканічній кальдері Кампі-Флегрей (Флегрейських полях), був найсильнішим у цьому районі за останні 40 років. У кварталі Баньолі пожежники витягли із-під завалів людину, оскільки землетрус призвів до обвалу стелі. Деяким місцевим мешканцям довелося вилазити з вікон, щоб вийти із своїх домівок через пошкодження, спричинені підземними поштовхами. Зазначається також, що Флегрейські поля наразі зазнають впливу підняття ґрунту, і за останній рік тут сталася серія землетрусів.
5 червня на півдні Італії стався відчутний (за шкалою інтенсивності МSK-64) землетрус магнітудою 3,2 балів (за шкалою Ріхтера). Епіцентр землетрусу знаходився неподалік від міста Неаполя поблизу вулканічного поля Кампі Флегрей (Флегрейські поля). За повідомленням агентства Reuters, землетрус спричинив частковий обвал стіни та частини склепіння на археологічній ділянці у Помпеях, яка вже була пошкоджена в результаті сильного землетрусу, який вдарив по південній Італії в 1980 році. З тих пір цю частину археологічної ділянки укріпили та відреставрували.